# Tribunal de Justiça Desportiva
Os Tribunais de Justiça Desportiva (TJDs), são órgãos administrativos que discutem e aplicam a legislação desportiva em nível estadual que fiscalizam o futebol em suas respectivas jurisdições, no território Brasileiro. Entre suas atribuições está a determinação das normas para formação e fiscalização do futebol no estado, cada estado possui o seu próprio TJD, cujas decisões podem ser questionadas através de recurso ao STJD. 
A Justiça Desportiva é especial, revestindo-se do que a Constituição denomina “interesse público”, ainda que seja uma entidade de direito privado. Da mesma forma que outros tipos de tribunal arbitral, a Justiça Desportiva não faz parte do Poder Judiciário. Quando se estabelece as regras para um torneio, as agremiações desportivas e os atletas devem respeitá-las e, caso isso não ocorra, devem ser julgados pelas comissões disciplinares, em primeira instância, e, em instância recursal, pelo Tribunal de Justiça Desportiva, responsável pelo desporto na sua região, podendo, eventualmente, apelar ao STJD – Superior Tribunal de Justiça Desportiva.
O Pleno desses tribunais é composto por nove integrantes, nomeados da seguinte forma: dois indicados pela entidade regional ou estadual de administração de desporto; dois indicados pelas entidades de prática desportiva que participem da principal competição da entidade regional ou estadual de administração do desporto; dois advogados indicados pelo Conselho Federal da Ordem dos Advogados do Brasil; dois representantes dos atletas e um representante dos árbitros.

## Estrutura da Justiça Desportiva
Na estrutura da Justiça Desportiva, portanto, temos como tribunais o Superior Tribunal de Justiça Desportiva como órgão máximo, podendo-se, inclusive, recorrer a instâncias internacionais, que atua em âmbito nacional e estadual. A seguir, temos os Tribunais de Justiça Desportiva, atuando em âmbito regional e municipal. Existe um STJD para cada modalidade de esporte, estando ligado à entidade máxima de cada uma das modalidades, embora independentes delas. Desta forma, o STJD do Futebol funciona junto à CBF, enquanto que o STJD do Basquete, funciona junto à CBB.
Da mesma forma acontece com os TJDs, embora em âmbito estadual e regional. Assim, o TJD do Futebol do Rio Grande do Sul funciona junto à Federação Gaúcha de Futebol. Em cada uma dessas instâncias e tribunais, existe uma composição formada pelo Pleno, pelas Comissões Disciplinares e por suas respectivas procuradorias. Com relação às instâncias da Justiça Desportiva, o CBJD determina a existência de três, que se apresentam dispostas da seguinte maneira:
- A primeira são Comissões Disciplinares , às quais cabe processar e julgar infrações disciplinares cometidas por sujeitos submetidos ao CBJD, salvo em casos de competência originária dos Tribunais de Justiça Desportiva.

- A segunda instância, servindo para os recursos, é de competência dos Tribunais, tanto os STJD quanto os TJD, que julgam recursos interpostos em face de decisões das Comissões Disciplinares.

- Finalmente, a terceira instância é apenas do STJD, que recebe os recursos também de decisões finais dos TJD, quando nesses houve o esgotamento da matéria.

## TJDs de cada estado
TJDF-BA
TJDF-CE
TJD-DF
TJD-PE
TJD-PR
TJD-SP
TJD-RS
TJD-RO: No Estado de Rondônia, a organização, o funcionamento e as atribuições da Justiça Desportiva, limitadas ao processo e julgamento das infrações disciplinares e às competições desportivas realizadas pelo Estado de Rondônia, serão definidas em código próprio (Código Rondoniense de Justiça e Disciplina Desportiva - CRJDD), elaborado em obediência ao disposto na legislação federal, atendidas as normas adiante dispostas. O Tribunal de Justiça Desportiva/RO, unidade autônoma e independente da entidade de administração do desporto do Sistema Estadual, está ligado à estrutura do Conselho Estadual do Desporto e Lazer, competindo-lhe processar e julgar as questões de descumprimento de normas relativas à disciplina e às competições desportivas, sempre asseguradas a ampla defesa e o contraditório e os recursos inerentes.